# Tafa
Tafa è una delle aree a governo locale (local government areas) in cui è suddiviso lo stato di Niger, nella Repubblica Federale della Nigeria. Si estende su una superficie di 222 km² e conta una popolazione di 83.544 abitanti.